# Fedeleșoiu, Argeș
Fedeleșoiu este un sat în comuna Ciomăgești din județul Argeș, Muntenia, România.